# Дичковський Орест Миколайович
Орест-Методій Миколайович Дичковський (псевдо: «Кривоніс»; 14 серпня 1930, смт Перегінське, Рожнятівський район, Івано-Франківська область — 18 червня 2009, м. Івано-Франківськ) — український військовий і громадський діяч, член ОУН.

## Життєпис
Народився 14 серпня 1930 у містечку Перегінське Рожнятівського району Івано-Франківської області в родині священика о. Миколи Дичковського та вчительки Анни Дичковської-Попович.

### Боротьба в лавах УПА
В 13 років вступив до юнацької мережі ОУН. У 1944 став вояком Української Повстанської Армії, служив спочатку стрільцем 3-го рою 3-ї чоти сотні «Хмеля», згодом у сотні «Заморського» в курені «Промінь».
З грудня 1944 його переведено в Службу Безпеки ОУН. У 1945 служить у відділі розвідки.
3 серпня 1947 арештований спецбоївкою радянської держбезпеки і 21 жовтня 1947 засуджений до 25 років виправно-трудових колоній. Від смертного вироку Ореста-Методія врятував вік — 17 років.

### У радянських концтаборах
Перебував у концтаборах Печорлаг та Мінлаг, був активним членом табірного підпілля ОУН-Північ.
В 1956 р. звільнений згідно з указом про малолітніх. Після звільнення повернувся до України, однак під тиском КДБ з 1957 проживає в місті Інта Комі АРСР, працює фельдшером.
В 1971 р. повернувся в Україну. Працював на різних посадах — від водія до начальника авторемонтних майстерень Івано-Франківського Інституту нафти і газу. У 1986 працював у Тамбейській нафтогазоекспедиції. З 1987 на пенсії.

### Діяльність у незалежній Україні
З кінця 80-х років бере активну участь у боротьбі за незалежність. У 1990 стає організатором Всеукраїнського братства ОУН-УПА, очолює науковий відділ організації. Виступає організатором багатьох наукових конференцій, присвячених тематиці УПА.
Орест-Методій Дичковський у 1995 організував благодійний культурно-освітній фонд ім. Й. Сліпого. Як голова фонду разом з Івано-Франківською обласною радою, став співзасновником Прикарпатського військово-спортивного ліцею-інтернату. Він працював його директором до 2000, а згодом і до самої смерті очолював Наглядову раду ліцею.
Нагороджений медаллю «Захиснику Вітчизни» у 1999 та орденом «За заслуги» ІІІ ступеня в 2005.